# ブラックアイリッシュ
ブラックアイリッシュ（Black Irish）という言葉は、地域によって異なる意味で使用されている。

## アイルランドでの用法
アイルランドでブラックアイリッシュといえば、アフリカ系の黒人の血を引いたアイルランド国民をさす。サッカー選手のポール・マグラーやクリントン・モリソン、ミュージシャンのフィル・ライノット、ポップスターのサマンサ・ムンバがこれに該当する。

## アメリカ合衆国での用法

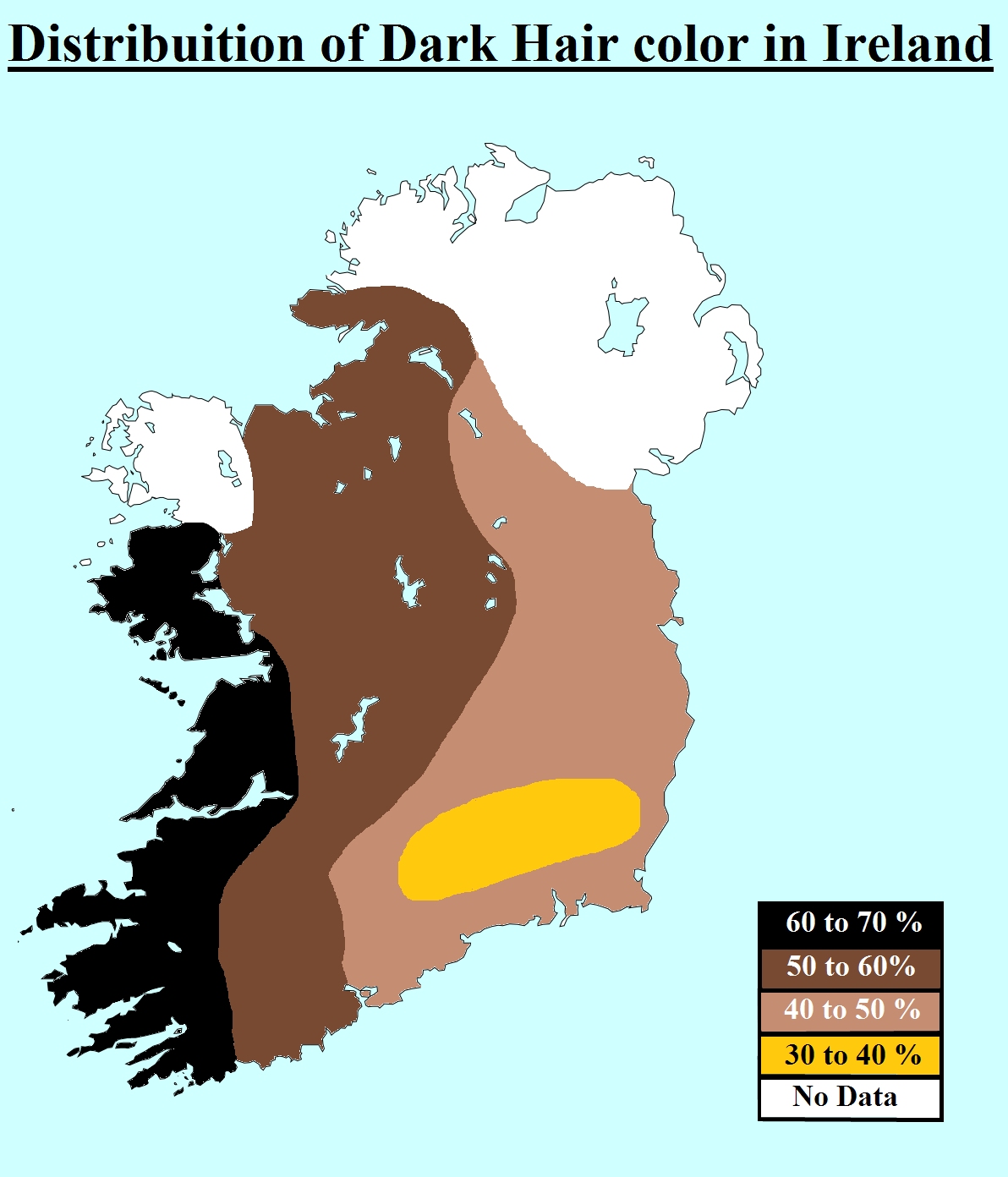
黒髪を持つアイルランド人の分布。南西部に行くほど多くなる。

アメリカ合衆国でブラックアイリッシュというと、アイルランド系の人間のうち、瞳と髪が黒い者をさす。彼らは、明確な根拠はないが、イベリア半島出身者の子孫と伝えられている。このブラックアイリッシュの起源についてはさまざまな俗説がある。
中でも有名なのは、無敵艦隊の船員たちの子孫という説である。しかし、史実に照らし合わせると、無敵艦隊の船員たちはほとんどが浜辺で殺された上、少数の生き残りもアイルランドにはごく短期間滞在しただけで、早々とスペインに逃げ帰ってしまったので、この説には信憑性が乏しい。確かにごく少数の生き残りはヒュー・オニールらアイルランドの族長の用心棒として生き永らえ、子孫を残した可能性があるものの、数から言えば非常に少ないのである。
彼らは、古代にアイルランドへ漂着した海洋民フェニキア人の子孫だという意見もある。しかしブラックアイリッシュの遺伝子を分析しても、セム語系人種との接点は見つからなかった。
そもそもブラックアイリッシュは、いまだかつて人種として分類できるほど多数存在したためしがない。この場合は要するに、茶色の髪、金髪や赤毛といった色素の薄いステレオタイプなアイルランド人のイメージにそぐわぬ南方的風貌のアイルランド人がいる理由を説明するために、ブラックアイリッシュという概念が創り出されただけの話である。
このほか、アメリカでは、インディアンや黒人その他有色人種の血を引く可能性がある者が、自らの肌の色を説明し、人種差別を避ける意味で「ブラックアイリシュ」「ブラックダッチ」「ブラックジャーマン」などと自称することがある。

## カリブ海域での用法
カリブ地方では、アイルランド系奴隷（多くは反英の政治犯）と黒人奴隷の子孫をブラックアイリッシュと呼ぶこともある。この用法でのブラックアイリッシュはとりわけモントセラトに多いが、これは植民地時代にイギリス人がアイルランドから奴隷たちを連れてきて多数定住させたためである。後に西アフリカから黒人が連れてこられたためにアイルランド系奴隷は解放されたが、名前だけはアイルランド人のものを黒人が受け継いだ。したがって、未だにこの地域にはアイルランド系の苗字が多い。これはちょうど、アメリカの黒人奴隷が白人の奴隷所有者たちの苗字を名乗ったのと似た構図である。